# Kreis Strehlen

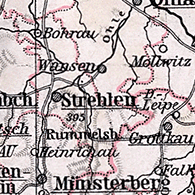
Der Kreis Strehlen in den Grenzen von 1818 bis 1932

Der Kreis Strehlen war ein preußischer Landkreis in Schlesien, der von 1742 bis 1945 bestand. Das Landratsamt war in der Stadt Strehlen. Das frühere Kreisgebiet liegt heute in der Woiwodschaft Niederschlesien in Polen.

## Verwaltungsgeschichte

### Königreich Preußen
Nach der Eroberung des größten Teils von Schlesien durch Preußen im Jahre 1741 wurden durch die königliche Kabinettsorder vom 25. November 1741 in Niederschlesien die preußischen Verwaltungsstrukturen eingeführt. Dazu gehörte die Einrichtung zweier Kriegs- und Domänenkammern in Breslau und Glogau sowie deren Gliederung in Kreise und die Einsetzung von Landräten zum 1. Januar 1742.
Im Fürstentum Brieg, einem der schlesischen Teilfürstentümer, wurden aus alten schlesischen Weichbildern die fünf preußischen Kreise Strehlen, Brieg, Kreuzburg, Ohlau und Nimptsch gebildet. Als erster Landrat des Kreises Strehlen wurde George Friedrich von Kittlitz eingesetzt. Der Kreis Strehlen unterstand der Kriegs- und Domänenkammer Breslau und wurde im Zuge der Stein-Hardenbergischen Reformen 1815 dem Regierungsbezirk Breslau der Provinz Schlesien zugeordnet.
Bei der Kreisreform vom 1. Januar 1818 im Regierungsbezirk Breslau wurden die Dörfer Baumgarten, Bohrau, Deutschlauden, Grosburg, Jelline, Jexau, Klein Bresa, Krentsch, Kurtsch, Michelwitz, Neidchen, Ottwitz, Petrikau, Schönfeld, Schweinbraten und Wäldchen aus dem Kreis Breslau in den Kreis Strehlen umgegliedert.

### Norddeutscher Bund / Deutsches Reich
Seit dem 1. Juli 1867 gehörte der Kreis zum Norddeutschen Bund und ab dem 1. Januar 1871 zum Deutschen Reich. Zum 8. November 1919 wurde die Provinz Schlesien aufgelöst und aus den Regierungsbezirken Breslau und Liegnitz die neue Provinz Niederschlesien gebildet. Zum 30. September 1928 wurden im Kreis Strehlen die meisten Gutsbezirke aufgelöst und benachbarten Landgemeinden zugeteilt.
Zum 1. Oktober 1932 wurde das Kreisgebiet erheblich vergrößert. Neu zum Kreis Strehlen kamen
- die Landgemeinden Algersdorf, Berzdorf, Deutsch Neudorf, Dobrischau, Haltauf, Kunern, Korschwitz, Kraßwitz, Kummelwitz, Münchhof, Neobschütz, Neu Karlsdorf, Pleßguth, Schildberg, Schönjohnsdorf und Waldneudorf aus dem aufgelösten Kreis Münsterberg
- die Landgemeinden Dürr Brockuth, Dürr Hartau, Glofenau, Gollschau, Gorkau, Grögersdorf, Grün Hartau, Jakobsdorf, Kaltenhaus, Karschau, Karzen, Klein Johnsdorf, Kurtwitz, Leipitz-Sadewitz, Mallschau, Manze, Naß Brockuth, Plottnitz, Prauß, Pudigau, Reichau, Reisau, Roßwitz, Roth Neudorf, Rothschloß, Schmitzdorf, Siegroth, Silbitz, Stachau, Strachau b. Nimptsch, Tiefensee und Wonnwitz aus dem aufgelösten Kreis Nimptsch sowie
- die Stadt Wansen sowie die Landgemeinden Alt Wansen, Brosewitz, Hermsdorf, Johnwitz, Knischwitz, Köchendorf, Marienau und Spurwitz aus dem Kreis Ohlau.[9][10]

Am 1. April 1938 wurden die Provinzen Niederschlesien und Oberschlesien zur neuen Provinz Schlesien zusammengeschlossen. Zum 18. Januar 1941 wurde die Provinz Schlesien erneut aufgelöst und aus den Regierungsbezirken Breslau und Liegnitz die neue Provinz Niederschlesien gebildet.
Im Frühjahr 1945 wurde das Kreisgebiet von der Roten Armee besetzt. Im Sommer 1945 wurde das Kreisgebiet von der sowjetischen Besatzungsmacht  gemäß dem Potsdamer Abkommen unter polnische Verwaltung gestellt. Im Kreisgebiet begann darauf der Zuzug polnischer Zivilisten, die zum Teil aus den an die Sowjetunion gefallenen Gebieten östlich der Curzon-Linie kamen. In der Folgezeit wurde die deutsche Bevölkerung größtenteils aus dem Kreisgebiet vertrieben.

## Einwohnerentwicklung
| Jahr | Einwohner | Quelle |
| ---- | --------- | ------ |
| 1795 | 17.425    | [ 11 ] |
| 1819 | 22.776    | [ 12 ] |
| 1846 | 30.551    | [ 13 ] |
| 1871 | 33.791    | [ 14 ] |
| 1885 | 37.614    | [ 15 ] |
| 1900 | 35.297    | [ 16 ] |
| 1910 | 35.978    | [ 16 ] |
| 1925 | 36.938    | [ 17 ] |
|      |           |        |
| 1939 | 57.458    | [ 17 ] |

## Landräte
1742–175900 George Friedrich von Kittlitz
1761–177900 Hans Ernst von Wentzky und Petersheyde
1779–179000 George Friedrich von Wentzky und Petersheyde
1790–179800 Gabriel Ludwig Henckel von Donnersmarck
1798–182600 Carl Julius Wilhelm von Prittwitz und Gaffron
1831–183600 von Lemke (Hauptmann)
1838–185000 Eduard von Koschembahr (1790–1850) (Leutnant/Türpitz)
1850–187200 Otto von Lieres und Wilkau
1872–188200 Max von Saurma-Ruppersdorf
1882–190500 Hugo von Lieres und Wilkau
1905–191900 Eberhard von Lücken (1864–1925)
1919–192000 von Kirchbach
1920–193200 Berthold Weese (1879–1969)
1932–194500 Maximilian Sell

## Kommunalverfassung
Der Kreis Strehlen gliederte sich seit dem 19. Jahrhundert zunächst in die Stadt Strehlen, in Landgemeinden und Gutsbezirke. 1932 kam mit Wansen eine zweite Stadt zum Kreis. Mit Einführung des preußischen Gemeindeverfassungsgesetzes vom 15. Dezember 1933 gab es ab dem 1. Januar 1934 eine einheitliche Kommunalverfassung für alle preußischen Gemeinden. Mit Einführung der Deutschen Gemeindeordnung vom 30. Januar 1935 trat zum 1. April 1935 im Deutschen Reich eine einheitliche Kommunalverfassung in Kraft, wonach die bisherigen Landgemeinden nun als Gemeinden bezeichnet wurden. Eine neue Kreisverfassung wurde nicht mehr geschaffen; es galt weiterhin die Kreisordnung für die Provinzen Ost- und Westpreußen, Brandenburg, Pommern, Schlesien und Sachsen vom 19. März 1881.

## Gemeinden
Der Kreis Strehlen umfasste zuletzt zwei Städte und 113 Landgemeinden:
| - Algersdorf - Alt Wansen - Altjägel - Altschammendorf - Arnsdorf - Bärzdorf - Baumgarten - Berzdorf - Birkkretscham - Brosewitz - Danchwitz - Dätzdorf - Deutsch Jägel - Deutsch Lauden - Deutsch Neudorf - Deutsch Tschammendorf - Dobergast - Dürr Brockuth - Dürr Hartau - Eichwald - Eisenberg - Friedersdorf - Friedfelde - Friedrichstein - Geppersdorf - Glambach - Glofenau - Gollschau - Gorkau | - Grögersdorf - Großburg - Grün Hartau - Gurtsch - Habendorf - Hermsdorf - Hirschwaldau - Jäschkittel - Jexau - Johnwitz - Kaltwassertal - Kampen - Karisch - Karlsdorf - Karschau - Karzen - Klein Bresa - Klein Johnsdorf - Klein Lauden - Knischwitz - Köchendorf - Korschwitz - Krain - Krippitz - Krummendorf - Kummelwitz - Kunern - Kurtsch - Kurtwitz | - Kuschlau - Leipitz-Sadewitz - Lindenbrunn - Lorenzberg - Louisdorf - Mallschau - Manze - Marienau - Markt Bohrau - Mehltheuer - Michelwitz - Mückendorf - Münchhof - Naß Brockguth - Niklasdorf - Ohletal - Olbendorf - Ottwitz - Pentsch - Peterwitz - Petrigau - Prauß - Prieborn - Pudigau - Reichau - Reisau - Riegersdorf - Rosen - Roßwitz | - Roth Neudorf - Rothschloß - Rummelsdorf - Ruppersdorf - Saegen - Schildberg - Schmitzdorf - Schönbrunn - Schönfeld - Schönjohnsdorf - Schreibendorf - Schweinbraten - Siegroth - Silbitz - Spurwitz - Stachau - Steinkirche - Strachau b. Nimptsch - Strehlen, Stadt - Striege - Tiefensee - Töppendorf - Türpitz - Wäldchen - Waldneudorf - Wammelwitz - Wammen - Wansen, Stadt |

Eingemeindungen bis 1938
| - Dobrischau, am 1. April 1937 zu Rummelsdorf - Gambitz, am 1. April 1937 zu Karlsdorf - Haltauf, am 1. April 1937 zu Kunern - Jakobsdorf, am 1. April 1937 zu Siegroth - Kaltenhaus, am 1. April 1937 zu Tiefensee - Katschwitz, am 1. April 1937 zu Habendorf - Kraßwitz, am 1. April 1937 zu Rummelsdorf - Mittel Olbendorf, am 30. September 1928 zu Olbendorf - Mittel Podiebrad, am 17. Oktober 1928 zu Mehltheuer - Mittel Schreibendorf, am 30. September 1928 zu Unter Schreibendorf - Neu Karlsdorf, am 1. April 1937 zu Karlsdorf - Nieder Arnsdorf, am 30. September 1928 zu Arnsdorf - Nieder Jäschkittel, am 1. April 1938 zu Jäschkittel - Nieder Olbendorf, am 30. September 1928 zu Olbendorf - Nieder Podiebrad, am 17. Oktober 1928 zu Mehltheuer | - Nieder Rosen, am 30. September 1928 zu Rosen - Nieder Schreibendorf, am 30. September 1928 zu Ober Schreibendorf - Ober Arnsdorf, am 30. September 1928 zu Arnsdorf - Ober Ecke, am 30. September 1928 zu Krain - Ober Jäschkittel, am 1. April 1938 zu Jäschkittel - Ober Olbendorf, am 30. September 1928 zu Olbendorf - Ober Podiebrad, am 17. Oktober 1928 zu Mehltheuer - Ober Rosen, am 30. September 1928 zu Rosen - Ober Schreibendorf, am 1. April 1938 zu Schreibendorf - Pleßguth, am 1. April 1937 zu Rummelsdorf - Plohe, am 1. April 1937 zu Birkkretscham - Plottnitz, am 1. April 1937 zu Siegroth - Pogarth, am 1. April 1937 zu Rummelsdorf - Unter Schreibendorf, am 1. April 1938 zu Schreibendorf - Wonnwitz, am 1. April 1937 zu Siegroth |

## Ortsnamen
In der Zwischenkriegszeit wurden im Kreis Strehlen mehrere Gemeinden umbenannt:
- Hussinetz → Friedrichstein (1937)
- Jelline → Hirschwaldau (1937)
- Krentsch → Lindenbrunn (1937)
- Mehltheuer-Podiebrad → Mehltheuer (1937)
- Neobschütz → Kaltwassertal (1937)
- Polnisch Jägel → Altjägel (1922)
- Polnisch Tschammendorf → Altschammendorf (1922)
- Tschanschwitz → Ohletal (1937)
- Warkotsch → Friedfelde (1937)

## Tschechische Siedlungen
Im 18. Jahrhundert kam es ab 1742 im Verlauf der Schlesischen Kriege zwischen Preußen und Österreich zu einem größeren geordneten und von preußischen Soldaten abgesicherten Exodus von Böhmen aus dem meist grenznahen Bereich nach Schlesien. Diese empfanden sich als traditionelle Glaubensanhänger des Reformators Jan Hus und wollten dem religiösen Druck der katholischen Kirche (cuius regio eius religio) seit dem dreißigjährigen Krieg in Böhmen entfliehen. Es kam in Niederschlesien ab 1749 zur Gründung weitgehend geschlossener hussitischer Gemeinden (Friedrichsgrätz, Hussinetz).
Zur größten Siedlung der Nachkommen der Böhmischen Brüder wurde Hussinetz bei Strehlen, später wurden in unmittelbarer Nachbarschaft das Land für die Gemeinden Ober-, Mittel- und Nieder-Podiebrad erworben. Weitere größere benachbarte Gemeinden mit einem hohen Anteil tschechischsprachiger Siedler waren Töppendorf und Pentsch.

## Persönlichkeiten
- Paul Ehrlich, Nobelpreisträger der Medizin, wurde am 14. März 1854 in Strehlen geboren.
- Utz Richter, deutscher Schauspieler, wurde am 23. Juni 1927 in Olbendorf geboren.